# Oceanobdella sakhalinica
Oceanobdella sakhalinica (Океанічна п'явка сахалінська) — вид п'явок роду Oceanobdella з підродини Platybellinae родини риб'ячих п'явок (Piscicolidae).

## Опис
Загальна довжина становить 13 мм, завширшки 1,4 мм. Має 3 пари очей, з яких 2 пари розташовано на передній присосці, ще 1 пара — на першому кільці трахелосоми (передньої частини тіла). Отвір ротової піхви розташований в передній половині переднього присоска. Тіло витягнуте, сплощене. Внутрішні органи добре видно через покриви. Передній присосок малий (діаметр 0,6 мм), задній присосок (діаметр — 1,5 мм) добре розвинений. Передній присосок нерізко відмежований від трахелеосоми, на відміну від заднього, що чітко відокремлений від уросоми (задня частина тіла).
Уросома краще відокремлена від трахелосоми, ніж в інших представників цього роду. Максимальна ширина уросоми в 1,75 рази перевищує максимальну ширину трахелосоми. Присутні дивертикули стравоходу. Поясок складається з 4 кілець, різко звужується між гонопорами. Атріум (частина чоловічого репродуктивного апарату) без додаткових залоз. Має 5 пар сім'яних мішків. Чоловічий гонопор розташовано на 1 кільці, жіночий — на 3 кільці пояска.
Поперечні смуги присутні на трахелосомі (4) і уросомі (13), але більш чітки лише з боків. Одна поперечна смуга на задній чверті уросоми набагато темніша за інші. Передній присосок зі світло-коричневою поперечною смугою. Є клиноподібна пляма на задній присосці.

## Спосіб життя
Мало відомо про біологію та життєвий цикл. Через слабку мускулатуру цих п'явок припускають, що вони практично усе життя проводять під зябрами своїх хазяїв. Залишають їх лише для відкладання коконів. Живляться кров'ю керчаків й Acantholumpenus mackayi (з родини стіхеєвих).

## Розповсюдження
Поширена біля Сахаліну (звідси її назва), в затоці Аніва.